# District historique d'Harpers Ferry
Le district historique d'Harpers Ferry – ou Harpers Ferry Historic District en anglais – est un district historique américain situé à Harpers Ferry, dans le comté de Jefferson, en Virginie-Occidentale. Il est inscrit au Registre national des lieux historiques depuis le 15 octobre 1979. Il comprend notamment la gare ferroviaire de la ville.